# Проспект Ватутіна (станція метро)
50°29′43.68″ пн. ш. 30°34′28.35″ сх. д. / 50.4954667° пн. ш. 30.5745417° сх. д.
«Проспе́кт Вату́тіна» — проєктована станція першої черги Лівобережної лінії та майбутніх черг Подільсько-Вигурівської лінії Київського метрополітену, розташована між станціями «Вулиця Каштанова» і «Райдужна» або між станціями «Вулиця Каштанова» і «Городня». Проєктом передбачено розміщення станції на естакаді шляхопроводу над проспектом Романа Шухевича, на місці нинішньої станції «Романа Шухевича» Лівобережного швидкісного трамвая.
Наявний трамвайний шляхопровід внаслідок недостатньої несної здатності необхідно реконструювати для лінії метрополітену — демонтувати всю наявну прольотну будову, добудувати 5 нових опор, а дві центральні опори підсилити, встановити нову прольотну будову. Новий шляхопровід матиме 9 прольотів. На 1-му, 2-му та 7-му, 8-му прольотах під шляхопроводом будуть розташовані наземні вестибюлі. На 3—6-му прольотних будовах буде розташовуватися платформна частина.
За конструкцією станція запроєктована колонною, з острівною платформою довжиною 126 м і шириною 12,1 м. Для підйому та спуску пасажирів між вестибюлями й платформою передбачено в кожному вестибюлі по три ескалатори, а для пасажирів з обмеженими фізичними можливостями — по одному пасажирському ліфту.
Перегін до станції «Городня» (друга черга будівництва Лівобережної лінії) матиме довжину 2434 м. Від станції «Проспект Ватутіна» до залізничного насипу — наземний, критий. На перегоні передбачено спорудження протипожежної платформи з евакуаційними виходами, а також підземної ділянки відгалуження на Подільсько-Вигурівську лінію до станції «Райдужна». Перед залізницею лінія метро переходить у підземну, мілкого закладення, і до станції «Городня» йде вздовж залізничних колій. Перед станцією «Городня» перегін мілкого залягання переходить у криту наземну конструкцію вздовж залізничного насипу.
Проєктний строк будівництва дільниці першої черги Лівобережної лінії від станції «Вулиця Милославська» до станції «Проспект Ватутіна» з електродепо «Троєщина» — 48 місяців, але не пізніше 2020 року.